# Hajdoše
Hajdoše so naselje v Občini Hajdina. Naselje leži ob regionalni cesti Maribor - Ptuj, na ravninskem območju Dravskega polja. Vas je gosto naseljena. V središču vasi stoji vaška kapela, ob kateri je posajena lipa. V preteklosti je bila na istem mestu posajena mogočna stara lipa, ki pa so jo bili zaradi starosti in dotrajanosti prisiljeni nadomestiti z mlado lipo.  

## Zgodovina
V pisnih virih je vas prvič omenjena leta 1320. Nekoč bi naj na tem območju živeli staroselci, pogani, ki so se imenovali Ajdi. Morda tudi ime vasi izvira iz takratnih časov.

## Družbeno in kulturno življenje
V vasi deluje več različnih društev, ki skrbijo za bogato društveno življenje ter družijo in povezujejo ljudi. Najbolj znano je Prostovoljno gasilsko društvo Hajdoše. Po uspehih na različnih gasilskih tekmovanjih doma in v tujini ter na gasilskih olimpijadah je vas Hajdoše dobila tudi naziv najbolj gasilska vas na svetu. Poleg gasilskega društva v vasi delujejo še Športno društvo Hajdoše, Društvo žensk Hajdoše in Kulturno društvo Valentin Žumer Hajdoše.  
Ob kanalu reke Drave je lepo urejen športni park s travnatim nogometnim igriščem, atletsko stezo, tribuno za sto gledalcev, reflektorji ter asfaltnim igriščem za mali nogomet in košarko. Športni park uporabljajo predvsem člani športnega društva za treninge in tekme v okviru Medobčinske nogometne zveze Ptuj, pa tudi gasilci domačega društva za treninge in tekmovanja.
Leta 1973 je bil ob kanalu reke Drave zgrajen kartodrom (steza v dolžini 735 m), na katerem so dolga leta prirejali državna in mednarodna tekmovanja. Kartodrom je bil porušen leta 2015, namesto njega je bil zgrajen nov v sosednji Slovenji vasi.  
Za turistično ponudbo v vasi skrbi Hotel Roškar z 80 ležišči v 32 sobah in 2 apartmajih. Ob kanalu reke Drave je urejena kolesarska pot, ki je povezana z občino Ptuj. Vaški odbor Hajdoše v sodelovanju z vaškimi društvi skrbi za pestro dogajanje skozi vse leto (kresovanje ob prvem maju, postavitev majskega drevesa, prireditev ob materinskem dnevu, vaško kolesarjenje, vaške koline, postavitev božičnega drevesa).    
Ob stari strugi reke Drave je urejena Naravoslovna pot Berl z učilnico v naravi.